# Familie Richard Wagners
Diese Übersicht stellt die Familie des Komponisten und Dramatikers Richard Wagner dar.

## Stammliste
Karl Friedrich Wilhelm Wagner (1770–1813), Polizeiaktuar
⚭ 1798 Johanna Rosine Pätz (1774–1848) (die Witwe heiratete 1814 in zweiter Ehe den Maler Ludwig Geyer (1779–1821), dessen angebliche Vaterschaft Richard Wagners weder belegt noch widerlegt ist).
1. Albert Wagner (1799–1874), Opernsänger und Regisseur,
⚭ 1828 Elise Gollmann, (1800–1864)
  1. Franziska Wagner (1829–1895)
⚭ 1854 Alexander Ritter (1833–1896), Musiker und Komponist
  2. Marie Wagner (1831–1876)
⚭ 1851 Karl Jacoby, Kaufmann
  3. Johanna Wagner (adoptiert) (1828–1894), Tochter von Eduard Freiherr Bock von Wülfingen, Opernsängerin und Schauspielerin
⚭ 1859 Alfred Jachmann, (1829–1918), Landrat
2. Carl Gustav Wagner (1801–1802)
3. Rosalie Wagner (1803–1837), Schauspielerin,
⚭ 1836 Oswald Marbach, (1810–1890), Universitätsprofessor
4. Carl Julius Wagner (1804–1862)
5. Luise Wagner (1805–1872), Schauspielerin
⚭ 1828 Friedrich Brockhaus, (1800–1865), Verlagsbuchhändler
6. Klara Wagner (1807–1875), Opernsängerin
⚭ 1829 Heinrich Wolfram, (1800–1874), Opernsänger, später Kaufmann
7. Maria Theresia Wagner (1809–1814)
8. Ottilie Wagner (1811–1883)
⚭ 1836 Hermann Brockhaus, (1806–1877)
9. Richard Wagner (1813–1883), Komponist, Dramatiker, Dirigent und Regisseur,
⚭ 1. 1836 Minna Planer (1809–1866), Schauspielerin
⚭ 2. 1870 Cosima Liszt (1837–1930), Tochter von Franz Liszt und Marie d’Agoult, geschieden 1869 vom Dirigenten Hans von Bülow, Mutter der drei Kinder (nach den beiden Töchtern Daniela und Blandine mit Bülow):
  1. Isolde Ludowitz von Bülow (1865–1919)
⚭ 1900 Franz Beidler, (1872–1930), Dirigent
    1. Franz Wilhelm Beidler (1901–1981) Jurist und Musikwissenschaftler,
⚭ Ellen Annemarie Gottschalk, (1903–1945)
      1. Dagny Ricarda Beidler * 1942
⚭ Hans Hablützel * 1948

  2. Eva von Bülow (1867–1942)
⚭ 1908 Houston Stewart Chamberlain, (1855–1927), Publizist
  3. Siegfried Wagner (1869–1930), Komponist, Dramatiker, Dirigent und Regisseur,
⚭ 1915 Winifred Marjorie Williams, (1897–1980), Adoptivtochter des Pianisten Karl Klindworth
    1. Wieland Wagner (1917–1966), Regisseur und Bühnenbildner
⚭ 1941 Gertrud Reissinger (1916–1998), Tänzerin und Choreographin
      1. Iris Wagner (1942–2014)
      2. Wolf Siegfried Wagner, * 1943, Bühnenbildner und Architekt
        1. ⚭ Malo Osthoff
          1. Joy Olivia Wagner, * 1970

        2. ⚭ Eleonore Gräfin Lehndorff

      3. Nike Wagner, * 1945, Dramaturgin und Publizistin
        1. ⚭ Jean Launay
          1. Louise Wagner, * 1981, Tänzerin, Choreografin und Bühnenbildnerin
            1. Balthasar, * 2014/15[1]

        2. ⚭ Jürg Stenzl * 1942, Musikwissenschaftler

      4. Daphne Wagner * 1946, Schauspielerin
⚭ 1. Udo Proksch, (1934–2001)
⚭ 2. Tilman Spengler, * 1947

    2. Friedelind Wagner, (1918–1991)
    3. Wolfgang Wagner (1919–2010), Opernregisseur und Bühnenbildner
      1. ⚭ 1943 Ellen Drexel (1919–2002), geschieden 1976;
        1. Eva Wagner-Pasquier, * 1945, Theater-Managerin,
⚭ Yves Pasquier, Filmproduzent
          1. Antoine Amadeus Pasquier, * 1982

        2. Gottfried Wagner * 1947, Musikwissenschaftler und Publizist,
⚭ 1. Beatrix Kraus
⚭ 2. Teresina Rosetti
          1. Eugenio Wagner, * 1987

      2. ⚭ 1976 Gudrun Mack-Armann (1944–2007)
        1. Katharina Wagner, * 1978, Regisseurin

    4. Verena Wagner (1920–2019)
⚭ 1943 Bodo Lafferentz, (1897–1975), NS-Funktionär
      1. Améli Lafferentz, * 1944,
⚭ Manfred Hohmann
        1. Christopher Hohmann (1984–1998)

      2. Manfred Lafferentz, * 1945
⚭ Gunhild Mix
        1. Leif Henning Lafferentz, * 1979

      3. Winifred Lafferentz, * 1947,
⚭ Paul Arminjon
        1. Wendy Arminjon, * 1973
        2. Mathias Arminjon, * 1981

      4. Wieland Lafferentz, * 1949,
⚭ Isabella Weiß
        1. Verena Maja Lafferentz, *   1981, Jazz-Sängerin

      5. Verena Lafferentz, * 1952,
⚭ Tilo Schnekenburger

Aus der 1814 geschlossenen zweiten Ehe der Witwe Johanna Rosine Wagner geb. Pätz (1774–1848) mit dem Maler Ludwig Geyer (1779–1821) ging eine Tochter hervor:
1. Cäcilie Geyer (1815–1893)
⚭ Eduard Avenarius (1809–1885), Buchhändler
  1. Richard Avenarius (1843–1896), Philosoph und Universitätsprofessor
  2. Ludwig Avenarius (1851–1911), Jurist
⚭ Helene Rühlmann (1852–1944)
    1. Johannes Maximilian Avenarius (1887–1954), Maler und Grafiker
⚭ I 1918 Elisabeth (genannt Lili) Reuter (1897–1977), Tochter von Benno Rüttenauer und Gabriele Reuter
⚭ II Anna Maria (genannt Anita) Ronge

  3. Ferdinand Avenarius (1856–1923), Schriftsteller
⚭ Else Doehn (1859–1932), verheiratet in erster Ehe mit Paul Schumann, Mutter von Wolfgang Schumann und Tochter von Rudolf Doehn

## Film
- Leuchtende Liebe – lachender Tod – Das Familientheater der Wagners. Dokumentarfilm, 2005, 59 Min., Regie: Oliver Becker, Produktion: Neue Mira Filmproduktion, Erstsendung: ARTE, 6. August 2005, Inhaltsangabe
- Der Wagner-Clan. Eine Familiengeschichte. Fernsehfilm, 2013, 108 Min., Produzenten: Oliver Berben und Gero von Boehm, Regie: Christiane Balthasar
- Der Clan – Die Dokumentation. Dokumentarfilm zum Fernsehfilm, 2014, 43 Min., von Gero und Felix von Boehm